# Yulon
Yulon Motor Co., Ltd. (chiń. 裕隆汽車; pinyin Yùlóng Qìchē) – tajwański producent samochodów, głównie licencjonowanych modeli Nissan Motors. 
Przedsiębiorstwo, zajmujące się początkowo przemysłem maszynowym, zostało założone w 1953 roku. Jego siedziba mieści się w Miaoli, na Tajwanie.